# Yinchuan
 Yinchuan (in cinese tradizionale: 银川) è una città della Cina, capitale della regione autonoma di Ningxia.

## Amministrazione

### Suddivisioni amministrative
- Distretto di Xingqing
- Distretto di Jinfeng
- Distretto di Xixia
- Lingwu
- Contea di Yongning
- Contea di Helan

## Curiosità
A Yinchuan, il 18 agosto del 1227, morì il sovrano e condottiero mongolo Gengis Khan.